# Sasha Hostyn
Sasha Hostyn, nota anche con lo pseudonimo di Scarlett (Kingston, 14 dicembre 1993), è una videogiocatrice canadese di StarCraft II.
È la prima donna a vincere un importante torneo di StarCraft II.

## Biografia
Hostyn è cresciuta a Kingston in Ontario e ha giocato per hobby durante la scuola cominciando poi a partecipare ai tornei dal 2011. Hostyn è una donna transgender e ha detto che la sua identità di genere non ha "assolutamente nessuna rilevanza" su come gioca e che ha "sempre cercato di renderlo un assoluto non-problema".

### Carriera
Hostyn ha assunto un ruolo di primo piano nella scena di StarCraft II nel 2012, quando ha sconfitto una serie di professionisti di alto livello in un evento a Las Vegas. Nel 2013, si è classificata al 21º posto nella classifica globale StarCraft II e si è piazzata al secondo posto alla NorthCon. A metà del 2014 Hostyn ha conquistato il primo posto in sette tornei, rendendola la seconda giocatrice professionista più pagata dell'epoca. Nel 2014 Hostyn aveva vinto oltre 110.000 dollari.
Hostyn è stata chiamata "la regina di StarCraft II" e la "Kryptonite coreana". Il The New Yorker l'ha definita "la donna più esperta nel campo degli sport elettronici". È stata l'unica finalista della Red Bull Battle Grounds nel 2014 di un paese diverso dalla Corea del Sud. Nel 2014 Polygon la definì una delle 50 persone meritevoli dell'anno nel campo videolufico, descrivendola come "una delle poche donne che hanno avuto successo ai massimi livelli della scena professionale di StarCraft II".
Dopo aver perso un po' della sua "spinta competitiva" per StarCraft II, Hostyn è passata a giocarea a Dota 2 nel febbraio 2015 spiegando: "Se riesco ad essere brava in entrambi i giochi, sarà qualcosa che nessuno ha mai fatto veramente prima". Nel giugno 2015, Hostyn è tornata a giocare a StarCraft II, entrando a far parte della squadra dei Dead Pixels e gareggiando nei campionati coreani. Il 17 agosto 2016 Scarlett si è unita al Team Expert.
Scarlett è stata inserita nel Guinness dei primati come "giocatrice di videogiochi professionista più pagata" nel 2016.
Nel febbraio 2018 ha vinto il torneo Intel Extreme Masters a Pyeongchang, divenendo la prima donna a vincere un importante torneo di StarCraft II. Nel novembre 2018 Scarlett si è unita a Newbee.